# 壺井丸山古墳
壺井丸山古墳（つぼいまるやまこふん）は、大阪府羽曳野市壺井にある古墳。形状は前方後円墳。史跡指定はされていない。

## 概要
大阪府南東部、石川右岸の大黒丘陵上において、丘陵を切り離して築造された古墳である。墳丘を良好に遺存し、これまでに墳丘の発掘調査が実施されている。
墳形は前方後円形で、前方部を西方向に向ける。墳丘長は約80メートルを測る。後円部後端では、丘陵尾根から切り離した際の掘割が認められる。墳丘表面で埴輪は検出されておらず、明確な葺石も認められていない。埋葬施設としては、後円部墳頂において粘土槨と見られる遺構が確認されている。築造時期は古墳時代前期の4世紀代と推定される。
付近では前期古墳として御旅山古墳（墳丘長45メートルの前方後円墳、調査後消滅）・通法寺裏山古墳（墳丘長60メートル以上の前方後円墳、未調査）も知られ、これらは同一の首長墓系譜と想定される。

## 遺跡歴
- 2008年度（平成20年度）、現状確認踏査（羽曳野市教育委員会、2010年に報告書刊行）[1]。
- 2015年度（平成27年度）、航空レーザー測量調査（羽曳野市教育委員会、2017年に報告書刊行）[2]。
- 2016年度（平成28年度）、範囲確認調査（羽曳野市教育委員会、2018年に報告書刊行）[2]。
- 2018年度（平成30年度）以降、墳丘構造調査（羽曳野市教育委員会、2020・2021・2022年に報告書刊行）。

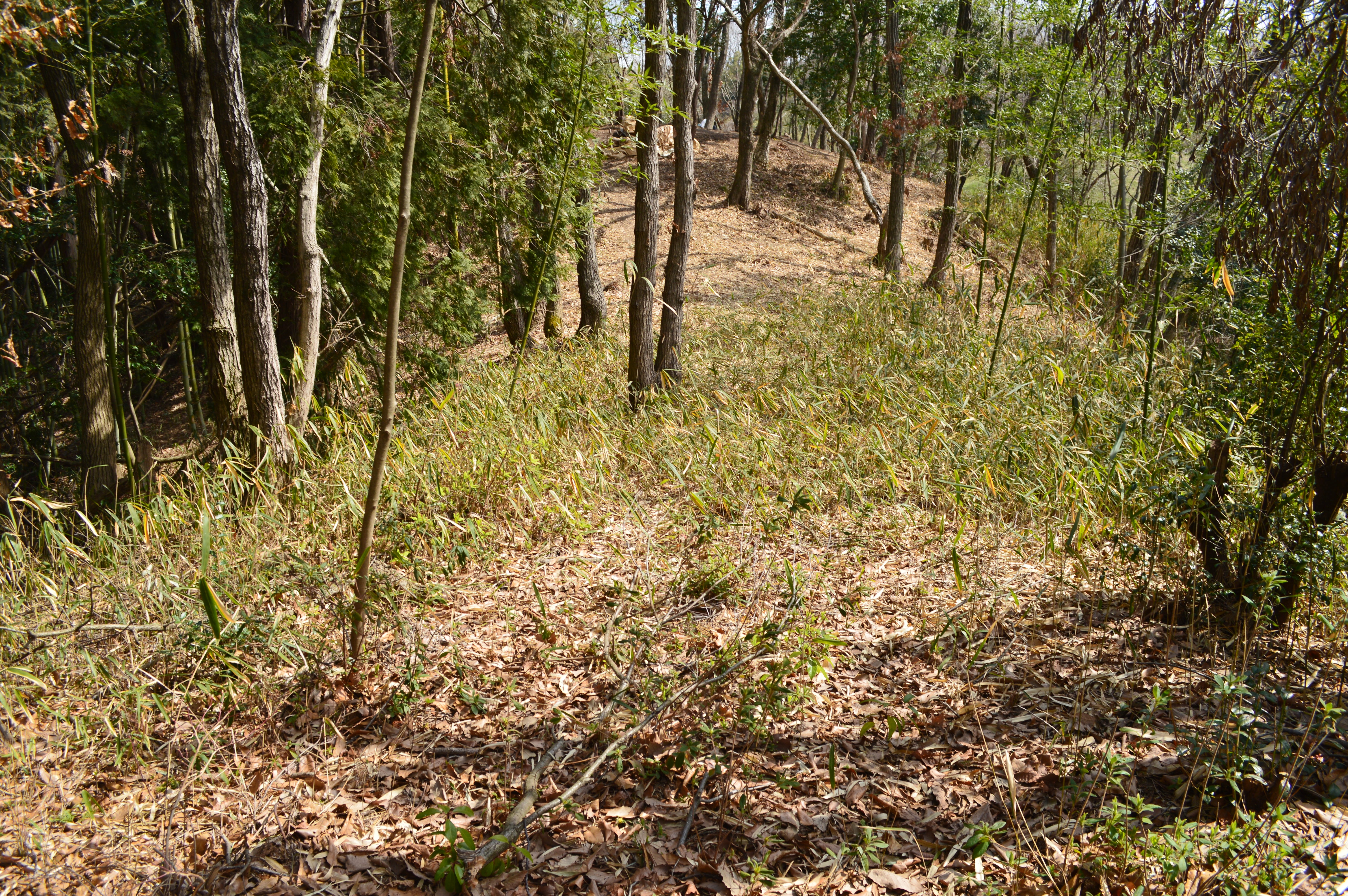
前方部から後円部を望む
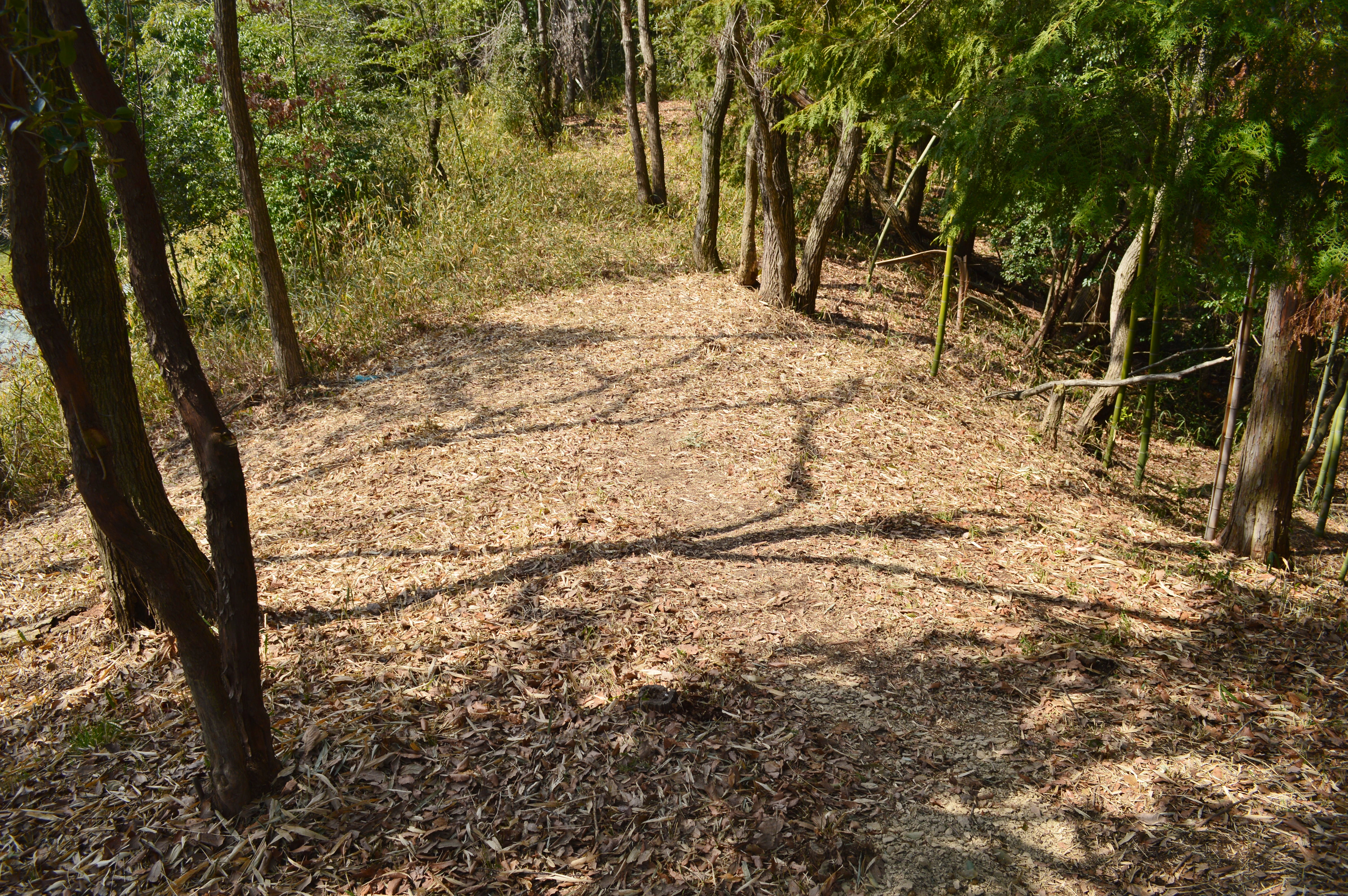
後円部から前方部を望む

## 関連文献
（記事執筆に使用していない関連文献）
- 『古市遺跡群38（羽曳野市埋蔵文化財調査報告書79）』羽曳野市教育委員会、2017年。
- 『古市遺跡群39（羽曳野市埋蔵文化財調査報告書81）』羽曳野市教育委員会、2018年。
- 『古市遺跡群41（羽曳野市埋蔵文化財調査報告書85）』羽曳野市教育委員会、2020年。
- 『古市遺跡群42（羽曳野市埋蔵文化財調査報告書87）』羽曳野市教育委員会、2021年。
- 『古市遺跡群43（羽曳野市埋蔵文化財調査報告書）』羽曳野市教育委員会、2022年。